# Abducción (militar)
Los romanos daban a la voz abducción igual acepción que los griegos a la de apógogo significando desquiciamiento, desmembración, desencajonamiento. 
Abducción era la acción de fraccionarse una fuerza y particularmente la de formar unas filas detrás de otras resultando un intersticio, como cuando la tropa que marcha de frente deja algunas hileras a retaguardia mientras rebasa algún obstáculo. También indica la posición de una tropa subdividida en secciones y la evolución que produce este resultado. Así distinguían estas formaciones en:
- abducción clásica
- abducción paraláxica
- abducción en columna
- abducción apagógica
- etc.